# Жак Готко
Жак Готко (Яков Юда-Гершевич Готковский, фр. Jacques Gotko, Yankelli Gotkovski; 16 мая 1899, Одесса — 2 января 1944, Освенцим, Польша) — живописец, график, гравёр, художник кино, художник «еврейского Монпарнаса» Парижской школы. За еврейское происхождение был депортирован и погиб в Освенциме.

## Биография

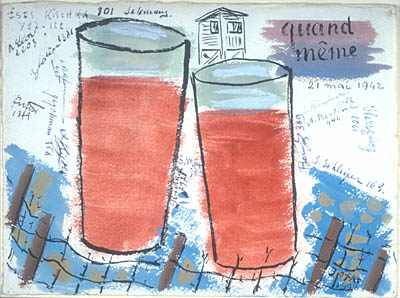
Вопреки всему. 1942. Бейт Лохамей ха-геттаот (Израиль)
Работа посвящена годовщине заключения в лагерь Руалье. Перечисленные узники были интернированы в лагерь 21 мая 1941 года, после операции billet vert (зелёный билет), в ходе которой им приказали явиться в полицейский участок в Париже, откуда они были отправлены в Компьень. На рисунке стоят подписи узников и номера, данные им в лагере:
Изис Кишка 787;
A. Леон 2203;
Зладин 1381;
Гойхман 356;
Курфист 1379;
Ривиноф 797;
С. Макс 388;
Берлинер 369;
С. Шлейфер 163;
A. Берлин 944;
К. Киршенштейн 1152;
Херцберг 1061

Яков Готковский родился в 16 мая (по старому стилю) 1899 года в Одессе в Херсонской губернии, в семье запасного ротного барабанщика Юды-Герша Маневича Готковского и Ципы-Хаи Готковской. В 1905 году семья, опасаясь погромов, эмигрировала в Париж. Отец работал рабочим на заводе Fiat. В 1913 году умер его отец и семья оказалась в трудном финансовом положении. У Готко была сестра Рене (Renée, род. 31 октября 1895 года в Одессе). Готко учился архитектуре и дизайну, а также художественной постановке кино и театра в Школе изящных искусств у Марселя Громера. По окончании учёбы работал арт-директором и художником-постановщиком на киностудии, на картине «Путешествие месье Перришона» (1934, совместно с художниками Жоржем Вакевичем и Робером Ги), режиссёр Жан Таррид, на картине «Божественная» (1935, совместно с Робером Ги), режиссёр Макс Офюльс, на картине «Милый мир» (1935), режиссёр Рене Ле Энафф, на картине «Ригольбош» (1936, совместно с Жоржем Вакевичем), режиссёр Кристиан-Жак, на картине «За нас двоих, мадам жизнь!» (1937, совместно с Жоржем Вакевичем), режиссёр Ив Миранд.
Женился на француженке. В 1937 году Готко с женой, матерью и сестрой покинул Париж и поселился в департаменте Приморская Шаранта на южном побережье Франции, где вплотную занялся живописью: рисовал пейзажи и портреты. Его живописные работы имели успех и выставлялись в «Салоне Независимых» (1921—1939, с перерывами), «Осеннем салоне» (1927, 1937). Он также участвовал в групповых выставках. 26 апреля 1939 года в галерее Джин Кастель (Jeanne Castel) в Париже прошла его персональная выставка акварелей, написанных в Шаранте.
21 мая 1941 года Готко арестовали как еврея в ходе операции «Зелёный билет», когда людям было приказано явиться в полицейский участок в Париже, откуда они были отправлены в лагерь Руалье в Компьене. Первоначально Готко поместили в «советской» части лагеря, а затем перевели в «еврейскую». Все картины в студии в Шаранте были уничтожены как «дегенеративные». Лагерный номер Готко был 1496. В Компьене продолжал работать, вырезая из дерева гравюры, создавая рисунки и акварели, сцены из ежедневной жизни лагеря. Некоторые работы передал из лагеря жене. Вместе с Абрамом Йозефом Берлиным (1894—1942), Давидом Гойхманом (1900—1942) и Изисом Кишкой организовал в мае 1942 года в лагере выставку. В сентябре 1942 года переведён в лагерь Дранси, где рисовал портреты. Через некоторое время мать и сестру Готко арестовали в Бордо, также интернировали в Дранси, 11 ноября 1942 года он был свидетелем того, как их отправили в лагерь смерти Освенцим. 31 июля 1943 года Готко был депортирован в Освенцим конвоем № 57. По прибытии в Освенцим, он был выбран для работы в составе 363 мужчин, прибывших с конвоем. Ему была сделана татуировка с номером 130612. Умер 2 января 1944 года от сыпного тифа в возрасте 44 лет.
Некоторые работы сохранись благодаря выжившим друзьям, художнику Изису Кишке и историку Жоржу Веллеру, которые были также узниками лагеря вместе с Готко и передали некоторые его работы, созданные в лагере, галерее дома-мемориала борцов гетто «Бейт Лохамей ха-геттаот» и мемориалу «Яд ва-Шем» в Израиле, где они хранятся в настоящее время. Жорж Веллер посвятил свою книгу From Drancy to Auschwitz Жаку Готко, его матери и сестре. Другие уцелевшие творения Готко хранятся в коллекции Музея современного искусства в Париже, а также в Мемориальном музее Холокоста в США, линогравюру в 2018 году Мемориальному музею Холокоста подарили Дебора Пирсон (Deborah Pearson) и Джанет Вальдман (Janet Waldman), наследницы Джорджа Вальдмана (George Louis Waldman, 1890—1972), узника лагеря Руалье с декабря 1941 года по июль 1943 года. С 28 февраля по 12 марта 1955 году работы художника были показаны Музеем еврейского искусства в Париже на выставке художников и скульпторов, погибших в депортации (Oeuvres d’artistes juifs morts en déportation), в галерее Zak. В 2005 году работы Готко участвовали в выставке «Депортированный Монпарнас» в Музее Монпарнаса.

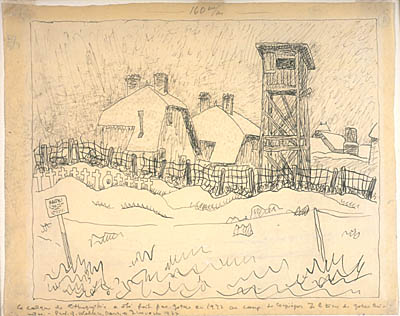
Вид на Компьень. 1942. Бейт Лохамей ха-геттаот (Израиль)
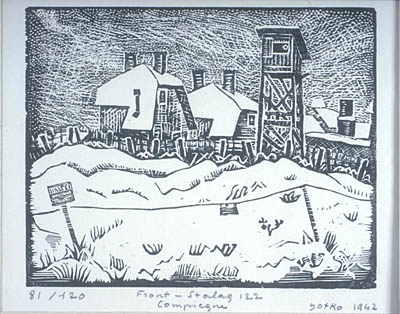
Забор из колючей проволоки, сторожевая вышка и бараки в Компьень. 1942. Бейт Лохамей ха-геттаот (Израиль)
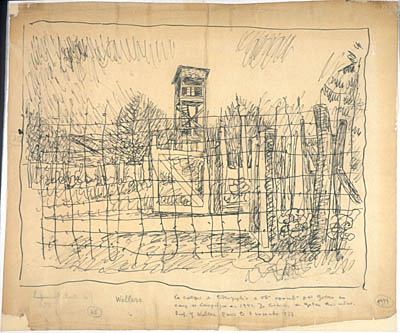
Сторожевая башня и лагерные ворота — вид сквозь забор из колючей проволоки. 1942. Бейт Лохамей ха-геттаот (Израиль)
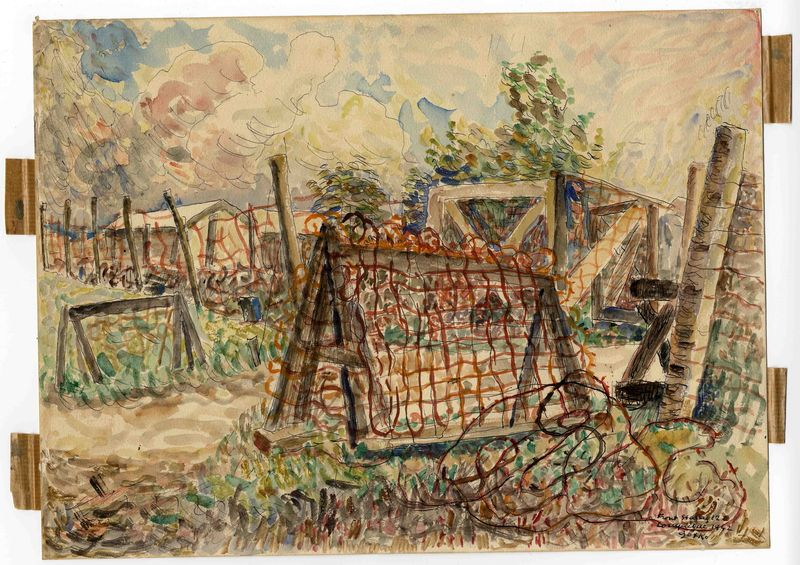
Фронт Шталаг 122, Компьень, 1942. Мемориальный музей Холокоста (США)
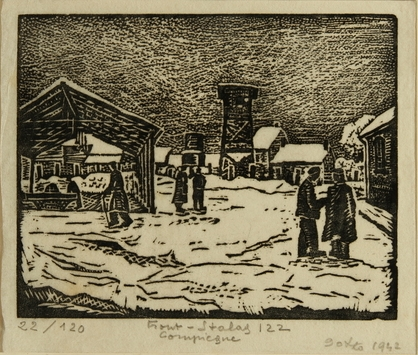
Шталаг 122, Компьень, 1942. Мемориальный музей Холокоста (США)